# Odontosoria angustifolia
Odontosoria angustifolia là một loài dương xỉ trong họ Lindsaeaceae. Loài này được C.Chr. mô tả khoa học đầu tiên..